# Josefa Ros i Sanz
Josefa Ros i Sanz (València, ¿1825? - 3 maig de 1883), vídua de José María Ayoldi, va ser una impressora valenciana del segle xix.
Activa des de 1872 aproximadament, va regentar la impremta situada al número 16 del carrer de les Salines a València signant els peus de les seues publicacions amb la dada «Imp. de la Viuda de Ayoldi ».
Josefa Ros va desenvolupar la seua activitat editorial amb constància mantenint un alt ritme de producció de llibres, diaris i calendaris. Va imprimir llibres de caràcter jurídic, literari i religiós, i diaris de temàtica variada. Es va fer càrrec també dels Calendaris de València, estampats per la Impremta d'Ayoldi des de 1862. Entre els llibres que es van estampar al taller mentre ella va estar a càrrec es troben: Reglament de l'Academia Científico-literària de la Joventut Catòlica de València, Exèquies per les víctimes de l'exèrcit en la guerra. Oració fúnebre pronunciada el dia 31 de març de 1876 i Corona Poètica a la Memòria de la Senyoreta Donya María dels Dolors.
Quan va morir va deixar la impremta a càrrec del seu nebot Miguel Manaut fins a la seua mort el 1896.